# 눈지오

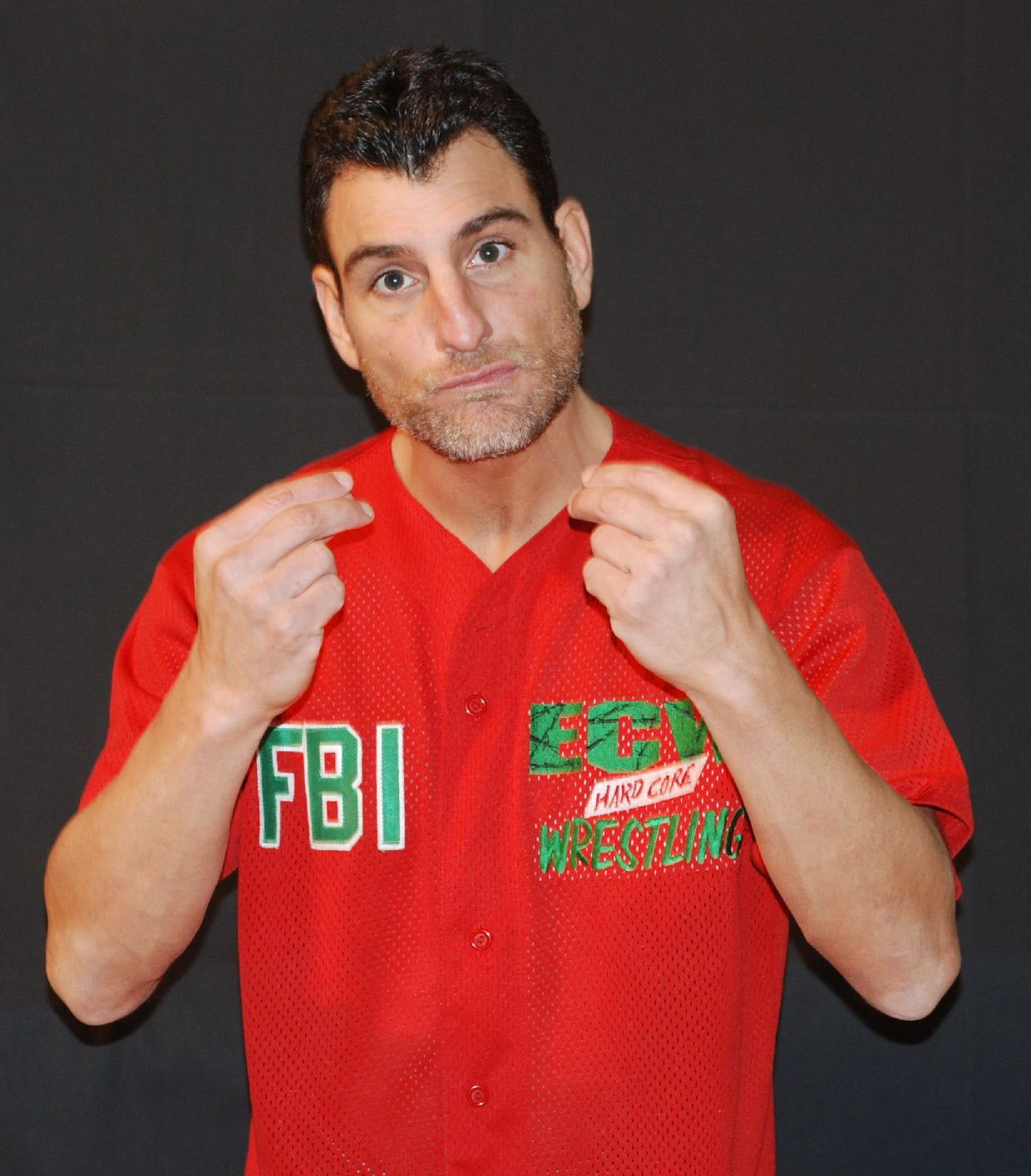
제임스 마리타토

제임스 마리타토(James Maritato, 1973년 3월 12일 ~ )는 미국의 남자 프로레슬링선수다. 본명은 리틀 구리도 마리타토(Little Guido Maritato)다. WWE 링네임은 눈지오(Nunzio)라는 가지고 있는 상태다. 키는 134cm 몸무게는 37kg이다. 1991년 프로레슬링 입문으로 밝혀진다. 피니쉬는 아리베데르치(스프링보드 디디티), 시실리안 슬라이스(다이빙 레그 드롭 불독), 키스 오브 데드(리프팅 인버티드 더블 언더훅 페이스버스터)로 사용을 한다.

## Professional wrestling highlights
- Finishing moves
  - Arrivederci (Springboard DDT)
  - Diving front dropkick
  - Kiss of Death (Lifting inverted double underhook facebuster)
  - Sicilian Slice (Diving leg drop bulldog)
- Signature moves
  - Mutltple armbar variations
    - Cross
    - Fujiwara
    - Modrfied

  - Sicilian Crab (Lifting boston crab)
  - Springboard leg drop
  - Springboard moonsault
  - Springboard shooting star press
- Managers
  - Carmine Narducci
  - Sal E Graziano
  - Tommy Rich
  - Trinity
  - Vito
- Nickname
  - "The Extreme Stud"
  - "The Pugnacious Pisan"
  - "The Sicilian Shooter"
- Entrance themes
  - "That's Love" by Dean Martin
  - Fly Me to the Moon "by Frank Sinatra
  - "Stayin 'Alive" by N-Trance
  - "No Sleep Till Brooklyn" by Beastie Boys
  - "Spy Vs Spy" by Jim Johnston
  - "Brooklyn" by Jim Johnston
  - "New York, New York" by Frank Sinatra
  - "Sexy and I Know It" by Lmfao

## 수상
- CW 월드 태그팀웨이트 챔피언 (1회) - 루이스 오티스
- ECPW 월드 라이트 헤비웨이트 챔피언 (1회)
- ECPW 홀 오브 페임 (2009)
- ECW 월드 태그팀웨이트 챔피언 (2회) - 토니 마말루케 (1회), 트레이시 스매더스 (1회)
- ICW 월드 힙 스위블 타올웨이트 챔피언 (1회)
- JAPW 월드 태그팀웨이트 챔피언 (1회) - 트레이시 스매더스
- 랭크드 넘버 79 오브 더 탑 500 싱글즈 레슬링 인 더 PWI 500 인 2003
- USA 월드 프로 태그팀웨이트 챔피언 (2회) - 라울 케이 (1회), 키드 크루엘 (1회)
- USA 월드 프로 유나이티드 스테이츠웨이트 챔피언 (1회)
- WWE 월드 크루져웨이트 챔피언 (구 버전) (2회)